# 크리스 록
크리스토퍼 줄리어스 "크리스" 록 3세(영어: Christopher Julius "Chris" Rock III, 1965년 2월 7일 - )은 미국의 코미디언, 배우, 작가, 프로듀서, 감독이다.
1987년 영화 비버리 힐스 캅 2으로 데뷔하였다. 1997년 에미상 버라이어티, 음악, 코미디 특별 부문과 1999년 에미상 버라이어티, 음악프로그램 부문을 수상하였다. 인터넷 동영상을 중심으로 크리스 록 쇼의 인종차별과 관련한 스탠딩 코미디로 화제가 되었다.

## 출연 작품
- 비버리 힐스 캅 2 (1987)
- 뉴 잭 시티 (1991)
- 닥터 두리틀 (1998)
- 리썰 웨폰 4 (1998)
- 도그마 (1999)
- 너스 베티 (2000)
- 다운 투 어쓰 (2001)
- A.I. (2001)
- 제이 앤 사일런트 밥 (2001)
- 마다가스카 (2005) - 마티 역 (목소리)
- 롱기스트 야드 (2005)
- 꿀벌 대소동 (2007)
- 조한 (2008)
- 마다가스카 2 (2008) - 마티 역 (목소리)
- 다 큰 녀석들 (2010)
- 2 데이즈 인 뉴욕 (2012)
- 임신한 당신이 알아야 할 모든 것 (2012)
- 마다가스카 3: 이번엔 서커스다! (2012) - 마티 역 (목소리)
- 다 큰 녀석들 2 (2013)
- 어 베리 머리 크리스마스 (2015)
- 내 이름은 돌러마이트 (2019)
- 마녀를 잡아라 (2020)
- 스파이럴 (2021)
- 캔터베리 글래스 (미정)